# 다니마치 4초메역
다니마치 4초메역(일본어: 谷町四丁目駅, たにまちよんちょうめえき)은 오사카부 오사카시 주오구에 있는 철도역이다.

## 이용 가능 철도 노선
- 오사카 시 교통국
  - ■ 다니마치 선(T23)
  - ■ 주오 선(C18)

## 역 구조
다니마치 선과 주오 선 모두 상대식 승강장 2면 2선의 지하역을 갖는다. 다니마치 선 승강장이 주오 선 승강장보다 아랫층에 있고 주오 선 승강장 혼마치 방면, 다니마치 선 승강장 덴노지 방면에 연결계단 설치되어 있다. 개찰구는 총 4곳이 있다.

### 다니마치 선
| 1 | ■ 다니마치 선 | 덴노지·야오미나미 방면              |
| 2 | ■ 다니마치 선 | 덴마바시·히가시우메다·다이니치 방면 |

### 주오 선
| 1 | ■ 주오 선 | 나가타·이코마·갓켄나라토미가오카 방면 |
| 2 | ■ 주오 선 | 혼마치·벤텐초·유메시마 방면           |

## 역세권 정보
- 오사카 가정 재판소
- NHK 오사카 방송국
- 오사카 성 공원
- 오사카 역사박물관
- 난바궁 유적지
- 야마모토 능악당
- 오사카 의료 센터
- 지방합동청사 제 2호관, 제 4호관
- 오사카 청사 별관
- 다니마치 4교차점
- 한신 고속 13호 히가시오사카 선
- 오사카 다니욘 우체국
- 오사카 부 패스포트 센터
- 주오오도리 FN빌딩
- 오사카 은행협회
- 도요코

## 역사
- 1967년
  - 3월 24일: 다니마치 선 영업 개시.
  - 9월 30일: 주오 선이 영업 개시, 환승역이 됨.
- 1968년 12월 17일: 다니마치 선이 당역 ~ 덴노지간 연장, 중간역이 됨.
- 1969년 12월 6일: 주오 선이 당역 ~ 혼마치간 연장으로 오사카항까지 연계되고, 중간역이 됨.

## 사진

역 배선도

## 인접역
| ■ 오사카 메트로 다니마치선 | ■ 오사카 메트로 다니마치선 | ■ 오사카 메트로 다니마치선         |
| -------------------------- | -------------------------- | ---------------------------------- |
| T22 덴마바시 다이니치 방면 |                            | 다니마치 6초메 T24 야오미나미 방면 |

| ■ 오사카 메트로 주오선             | ■ 오사카 메트로 주오선 | ■ 오사카 메트로 주오선     |
| ---------------------------------- | ---------------------- | -------------------------- |
| C17 사카이스지혼마치 유메시마 방면 |                        | 모리노미야 C19 나가타 방면 |